# Paspalum killipii
Paspalum killipii là một loài thực vật có hoa trong họ Hòa thảo. Loài này được (Hitchc.) Zuloaga & Soderstr. mô tả khoa học đầu tiên năm 1985.